# Łubianka (powiat sokólski)
Łubianka – wieś w Polsce położona w województwie podlaskim, w powiecie sokólskim, w gminie Janów.
W latach 1975–1998 miejscowość administracyjnie należała do województwa białostockiego.
Wieś jest siedzibą  rzymskokatolickiej parafii św. Józefa Rzemieślnika i św. Faustyny Kowalskiej w Łubiance.
W Łubiance prowadzi gospodarstwo rolne nastawione na produkcję brojlerów i bydła mlecznego Adam Hościłowicz -  Rolnik roku 2017.